# Manoir d'Azelonde
Le manoir d'Azelonde était un ancien manoir situé sur la commune de Criquetot-l'Esneval, en Seine-Maritime dans la région Normandie, France. Le domaine aujourd'hui détruit a fait l'objet d’une inscription au titre des monuments historiques de 1929 à 2007.

## Localisation
Le Manoir disparu d'Azelonde se trouvait sur la commune de Criquetot-l'Esneval, à l'ouest du Pays de Caux, en Seine-Maritime. Il se situait plus précisément route de Turretot au lieu-dit Mondeville.

## Toponymie
Le nom d’Azelonde est mentionné comme suit : Heres de Esclonde dimidium feodum apud Criquetot vers 1210 (H. Fr. XXIII, 643) ; Bois d'Azelonde en 1398 (Arch. S.-M., E fds. Martel d'Esmalleville et F fds. Brianchon) ; Demy-fieu noble dont le chief est assis à Criquetot nommé le fieu d'Allende en 1419,
nommé le fief d'Aselonde en 1467, d'Asselonde en 1484 ; 1/2 fief noble nommé le fief d'Azelonde assis esd. par. de Criquetot et Anglesqueville dont le chef-… en 1503 (Beaucousin, 262, vic. de Montivilliers, serg. de Harfleur, 275, même vic. serg. de Saint Romain) ; Bosc d'Asselonde en 1524 (Arch. S.-M. 25 H) ; 1/2 fief assiz au dict Criquetot l'Esneval, nommé le fief d'Asselonde, assiz en hamel d'Esmondeville… en 1565 (Fiquet II 19, 29, 38, 50) ; Fief d'Asselonde au ham. d'Esmonville en 1565 (Arch. nat. P. 280-1-3) ; Bois d'Azelonde, ceinture de fossés probablement gallo-romains, nommé le camp d'Azelonde ou d'Asvelt… en 1877 (Tougard, Havre 108).
Il s'agit d’une formation toponymique médiévale d’origine scandinave en -londe, appellatif toponymique qui apparaît généralement sous la forme -lon (anciennement -lunt, -lont) dans les composés, mais (La) Londe en emploi autonome. Il procède du vieux norrois lundr « bosquet, (petit) bois », (accusatif lund, accusatif pluriel lunda). Ce sens est illustré dans ce cas par les attestations quasi-pléonastique Bois d’Azelonde en 1398 et Bosc d’Asselonde en 1524.
Le premier élément Aze-, comme le montre la forme la plus ancienne précédent de plus de 150 ans la seconde connue, représente vraisemblablement le vieux norrois eski « ensemble de frênes » que l’on retrouve dans les nombreux Ectot, Ecquetot et Hectot de Normandie, connus généralement par des formes anciennes du type Esketot(h), Esquetot, Eschetot(h). D'où le sens global de « bosquet, bois de frênes »
Si la première forme connue est correcte, l'altération de Esc- en Asse- / Aze- au lieu du *Ec- attendu, s'est probablement produite sous l'influence du nom de personne Aze que l'on retrouve dans les Asseville et Azeville normands. L'anthroponyme Aze, d’étymologie discutée germanique occidentale ou scandinave, est encore bien attesté comme patronyme en Normandie.

## Histoire

### Contexte
Le fief d'Azelonde est donné pendant la guerre de Cent Ans par le roi d’Angleterre Henri V à un certain John Fastolf, parfois francisé en Jean Falcost, au XVe siècle. C’était un vaillant capitaine qui fût même chambellan de la maison de Henry V, selon certains chroniqueurs. Celui-ci est aussi mentionné en tant que « seigneur du chastel et seigneurie du Bec-Crespin », mais aussi comme propriétaire du château de Ganzeville, près de Fécamp, et de celui d’Orcher. Il passe aux Martel au XVIe siècle. Le propriétaire héberge Charles IX lors de l'offensive pour reprendre Le Havre en 1563.

### Bâtis
L'édifice, de « grande qualité architecturale », était en pierre, silex, chaume et pan de bois. Daté du dernier quart du XVe siècle, il était bâti sur un édifice antérieur,. Le colombier est détruit au début du XXe siècle. Le manoir a été inscrit comme monument historique le 15 janvier 1929. La toiture a été arrachée par une tempête en décembre 1979. À la fin des années 1990, subsistaient encore des vestiges de la façade en pierre et silex, et du premier étage. Après une destruction rapide, l'édifice a été radié de la liste des monuments historiques le 25 octobre 2007.

### Articles externes
- Liste des châteaux et manoirs de la Seine-Maritime
- Liste des monuments historiques de la Seine-Maritime
  - Liste des monuments historiques de l'arrondissement du Havre